# باربرا جاكوبس
باربرا جاكوبس (بالإسبانية: Bárbara Jacobs)‏ هي مقالاتية ومترجمة وكاتِبة وصحفية وشاعرة مكسيكية، ولدت في 19 أكتوبر 1947 في مدينة مكسيكو في المكسيك.